# Henry Faulds
Pour les articles homonymes, voir Faulds.
Henry Faulds, né le 1er juin 1843 à Beith en Écosse, mort le 19 mars 1930, est un médecin écossais, missionnaire et scientifique, connu pour son travail sur les empreintes digitales et leur utilisation dans le cadre de l'identification judiciaire.

## Biographie
Faulds est né à Beith, North Ayrshire, dans une famille modeste. À l'âge de 13 ans il doit quitter l'école, et va travailler à Glasgow pour subvenir aux besoins de sa famille. À 21 ans il s'inscrit à l'Université de Glasgow où il étudie entre autres les mathématiques et la logique. Plus tard il étudie la médecine et obtient son diplôme médical. Il devient alors missionnaire médical pour l'église d'Écosse, et en 1871 il est envoyé en Inde pour deux années à l'hôpital des pauvres à Darjeeling. En 1873, il reçoit une lettre de mission pour établir un établissement au Japon. Il se marie en septembre 1873. Il établit la première mission anglophone au Japon, avec un hôpital et un établissement de formation médicale. Il introduit les antiseptiques après des chirurgiens japonais. En 1880, il aide à fonder une école pour les aveugles.
Après son retour du Japon, il prend sa retraite en 1924 à Wolstanton dans le Staffordshire, où il meurt à l'âge de 86 ans.

## Les empreintes digitales
Alors qu'il accompagne Edward S. Morse, un ami archéologue américain, il remarque lors de fouilles des marques délicates laissées par des artisans sur des fragments d'argile. En examinant ses propres doigts et ceux de ses amis, il est alors convaincu que ces empreintes sont uniques pour chaque individu. Peu de temps après ces observations, son hôpital est cambriolé. La police locale a arrêté un membre du personnel que Faulds croyait innocent. Déterminé à disculper l'homme, il a comparé les empreintes digitales laissées sur les lieux du crime à celles du suspect et les a trouvées différentes. Sur la foi de ces preuves, la police a accepté de libérer le suspect. 
Dans une tentative de promouvoir l'idée de l'identification des empreintes digitales, il demande l'aide du célèbre naturaliste Charles Darwin, qui refuse de travailler sur l'idée, mais la transmet à son cousin Francis Galton, qui la transmet à son tour à la Société anthropologique de Londres. Lorsque Galton revient sur le sujet environ huit ans plus tard, il prête peu d'attention à la lettre de Faulds. À la suite de cet échange, une controverse surgit au sujet de l'inventeur de la prise d'empreintes digitales médico-légales moderne. Cependant, il ne fait aucun doute que le premier article de Faulds sur le sujet a été publié dans la revue scientifique Nature en 1880. 
Un mémorial a été érigé à son nom dans sa ville natale.

## Publications
- Henry Faulds, Guide to Fingerprint Identification, Wood, Mitchell and Co., 1905[8].
- Henry Faulds, Dactylography, or the Study of Finger-prints, Halifax, Milner and Co.: London, 1912.
- Henry Faulds, A Manual of Practical Dactylography, Police Review: London, 1923.